# American Sociological Association

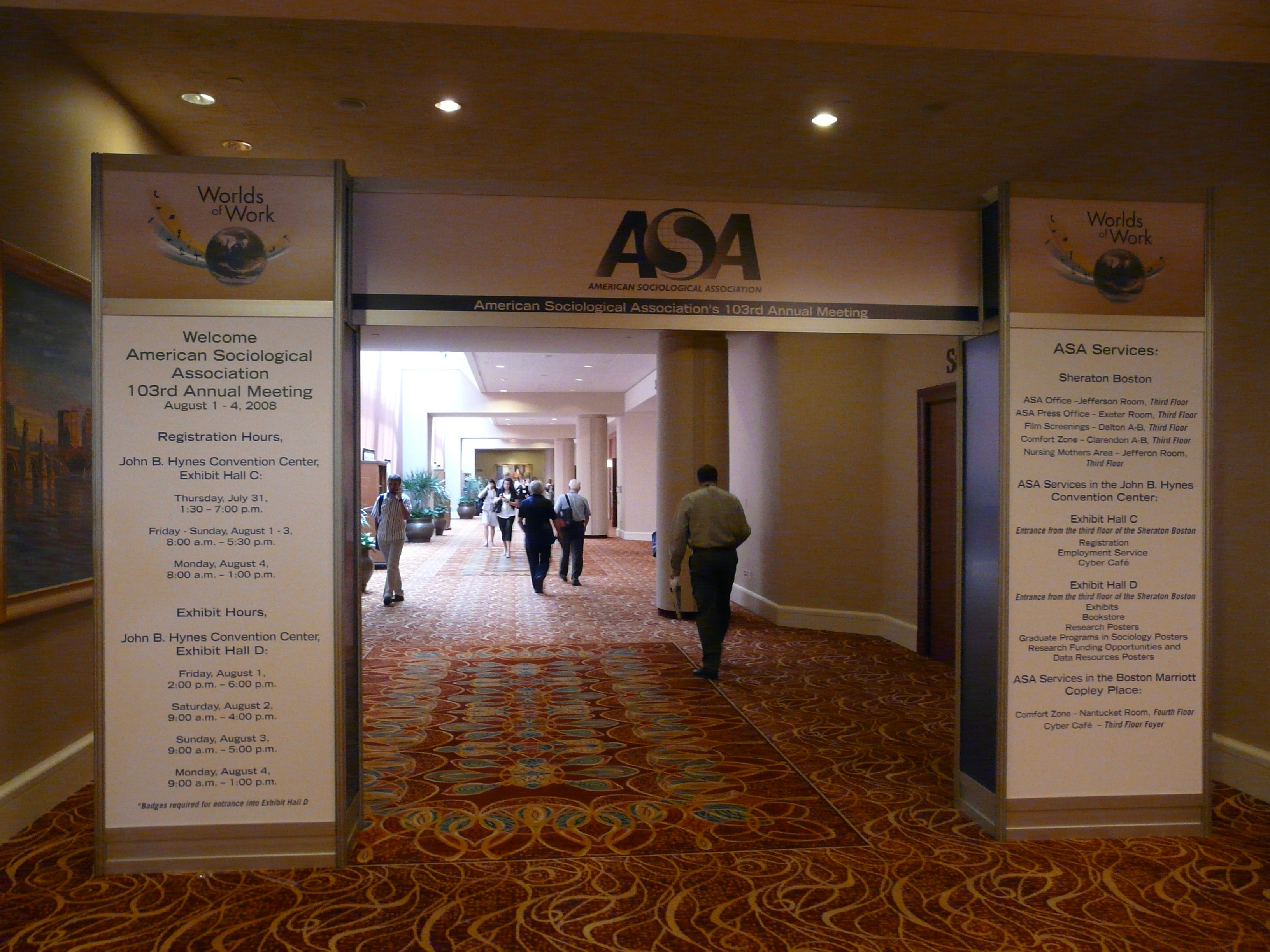
Eingang zur ASA-Konferenz 2008 in Boston, USA

Die American Sociological Association (ASA) ist eine Gesellschaft zur Förderung der Soziologie als Disziplin und Berufsfeld in den Vereinigten Staaten. Unter dem Namen American Sociological Society wurde sie am 28. Dezember 1905 an der Johns Hopkins University in Baltimore gegründet, die Initiative dazu war von C. W. A. Veditz ausgegangen.
Erster Präsident der Gesellschaft war Lester Frank Ward, zum Gründungsvorstand gehörten außerdem William Graham Sumner (Erster Vizepräsident), Franklin H. Giddings (Zweiter Vizepräsident) und Veditz als Sekretär und Schatzmeister.
Die ASA hält jährlich Konferenzen ab und publiziert mehrere akademische Zeitschriften, darunter die American Sociological Review. Sie hat mit etwa 14.000 Mitgliedern (akademische Lehrer, Studenten, Forscher und Berufstätige) die meisten unter den soziologischen Berufsorganisationen weltweit.
1951 wurde mit der Society for the Study of Social Problems eine alternative Organisation gegründet, die dem damaligen Mainstream entgegengestellt sein sollte.

## ASA-Präsidentschaften
Folgende Personen amtierten seit 1906 als ASA-Präsidenten:
1. Lester F. Ward 1906–1907
2. William G. Summer 1908–1909
3. Franklin H. Giddings 1910–1911
4. Albion W. Small 1912–1913
5. Edward A. Ross  1914–1915
6. George E. Vincent 1916
7. George E. Howard 1917
8. Charles H. Cooley 1918
9. Frank W. Blackmar 1919
10. James Q. Dealey 1920
11. Edward C. Hayes 1921
12. James P. Lichtenberger 1922
13. Ulysses G. Weatherly 1923
14. Charles A. Ellwood 1924
15. Robert E. Park 1925
16. John L. Gillin 1926
17. William I. Thomas 1927
18. John M. Gillette 1928
19. William F. Ogburn 1929
20. Howard W. Odum 1930
21. Emory S. Bogardus 1931
22. Luther L. Bernard 1932
23. Edward B. Reuter 1933
24. Ernest W. Burgess 1934
25. F. Stuart Chapin 1935
26. Henry P. Fairchild 1936
27. Ellsworth Faris 1937
28. Frank H. Hankins 1938
29. Edwin H. Sutherland 1939
30. Robert M. MacIver 1940
31. Stuart A. Queen 1941
32. Dwight Sanderson 1942
33. George A. Lundberg 1943
34. Rupert B. Vance 1944
35. Kimball Young 1945
36. Carl C. Taylor 1946
37. Louis Wirth 1947
38. E. Franklin Frazier 1948
39. Talcott Parsons 1949
40. Leonard S. Cottrell Jr. 1950
41. Robert C. Angell 1951
42. Dorothy Swaine Thomas 1952
43. Samuel A. Stouffer 1953
44. Florian Znaniecki 1954
45. Donald R. Young 1955
46. Herbert Blumer 1956
47. Robert K. Merton 1957
48. Robin M. Williams Jr. 1958
49. Kingsley Davis 1959
50. Howard P. Becker 1960
51. Robert E. Lee Faris 1961
52. Paul F. Lazarsfeld 1962
53. Everett C. Hughes 1963
54. George C. Homans 1964
55. Pitirim A. Sorokin 1965
56. Wilbert E. Moore 1966
57. Charles P. Loomis 1967
58. Philip M. Hauser 1968
59. Arnold M. Rose 1969
60. Ralph H. Turner 1969
61. Reinhard Bendix 1970
62. William H. Sewell 1971
63. William J. Goode 1972
64. Mirra Komarovsky 1973
65. Peter M. Blau 1974
66. Lewis A. Coser 1975
67. Alfred McClung Lee 1976
68. John Milton Yinger 1977
69. Amos H. Hawley 1978
70. Hubert M. Blalock 1979
71. Peter H. Rossi 1980
72. William Foote Whyte 1981
73. Erving Goffman 1982
74. Alice S. Rossi 1983
75. James F. Short 1984
76. Kai T. Erikson 1985
77. Matilda White Riley 1986
78. Melvin L. Kohn 1987
79. Herbert J. Gans 1988
80. Joan Huber 1989
81. William Julius Wilson 1990
82. Stanley Lieberson 1991
83. James S. Coleman 1992
84. Seymour Martin Lipset 1993
85. William A. Gamson 1994
86. Amitai Etzioni 1995
87. Maureen T. Hallinan 1996
88. Neil J. Smelser 1997
89. Jill S. Quadagno 1998
90. Alejandro Portes 1999
91. Joe R. Feagin 2000
92. Douglas S. Massey 2001
93. Barbara F. Reskin 2002
94. William T. Bielby 2003
95. Michael Burawoy 2004
96. Troy Duster 2005
97. Cynthia Fuchs Epstein 2006
98. Frances Fox Piven 2007
99. Arne L. Kalleberg 2008
100. Patricia Hill Collins 2009
101. Evelyn Nakano Glenn 2010
102. Randall Collins 2011
103. Erik Olin Wright 2012
104. Cecilia L. Ridgeway 2013
105. Annette Lareau 2014
106. Paula England 2015
107. Ruth Milkman 2016
108. Michèle Lamont 2017
109. Eduardo Bonilla-Silva 2018
110. Mary Romero 2019
111. Christine L. Williams 2020
112. Aldon D. Morris 2021
113. Cecilia Menjívar 2022
114. Prudence Carter 2023